# Dorcadion alakoliense
Dorcadion alakoliense là một loài bọ cánh cứng trong họ Cerambycidae.